# Campionati del mondo di atletica leggera indoor 1991 - Salto con l'asta
La gara del salto con l'asta maschile si tenne il 9 marzo 1991

## Classifica finale
| Pos | Nome              | Nazione          | 5.20 | 5.30 | 5.40 | 5.50 | 5.60 | 5.70 | 5.80 | 5.86 | 5.92 | 6.00 | 6.10 | Misura | Note |
| --- | ----------------- | ---------------- | ---- | ---- | ---- | ---- | ---- | ---- | ---- | ---- | ---- | ---- | ---- | ------ | ---- |
| 1   | Sergey Bubka      | Unione Sovietica | –    | –    | –    | –    | –    | o    | –    | o    | –    | xo   | xxx  | 6.00   | CR   |
| 2   | Viktor Ryzhenkov  | Unione Sovietica | –    | –    | –    | –    | xo   | xo   | xo   | x–   | xx   |      |      | 5.80   |      |
| 3   | Ferenc Salbert    | Francia          | –    | –    | o    | –    | xo   | o    | xxx  |      |      |      |      | 5.70   |      |
| 4   | Kory Tarpenning   | Stati Uniti      | –    | –    | –    | xo   | –    | xo   | xxx  |      |      |      |      | 5.70   |      |
| 5   | Hermann Fehringer | Austria          | –    | –    | xo   | –    | xo   | xo   | xxx  |      |      |      |      | 5.70   |      |
| 6   | Peter Widén       | Svezia           | –    | o    | o    | xxo  | o    | xxx  |      |      |      |      |      | 5.60   | =NR  |
| 7   | Javier García     | Spagna           | –    | –    | o    | xo   | xxo  | xxx  |      |      |      |      |      | 5.60   |      |
| 8   | Bernhard Zintl    | Germania         | xo   | –    | o    | o    | xxx  |      |      |      |      |      |      | 5.50   |      |
| 9   | Scott Huffman     | Stati Uniti      | –    | –    | xo   | xo   | xxx  |      |      |      |      |      |      | 5.50   |      |
| 10  | Mirosław Chmara   | Polonia          | –    | o    | –    | xxo  | xxx  |      |      |      |      |      |      | 5.50   |      |
| 10  | Delko Lesev       | Bulgaria         | –    | o    | –    | xxo  | x–   | xx   |      |      |      |      |      | 5.50   |      |
| 12  | Jean Galfione     | Francia          | o    | –    | o    | –    | xxx  |      |      |      |      |      |      | 5.40   |      |
| 13  | Asko Peltoniemi   | Finlandia        | –    | –    | xo   | –    | xxx  |      |      |      |      |      |      | 5.40   |      |
|     | Kim Chul-kyun     | Corea del Sud    | xxx  |      |      |      |      |      |      |      |      |      |      | NM     |      |